# 伍氏舒鯧
伍氏舒鯧，（學名：Schuettea woodwardi）為輻鰭魚綱發光鯛目雙犁魚科舒鯧屬的其中一種，分布於西南太平洋澳洲西南部海域，本魚呈體呈橢圓形且側扁，眼大，口上位，下頷略長於上頷，鰓蓋後方有1條深色垂至細條紋，側線明顯，背鰭、尾鰭及臀鰭黃色，體上半部銀灰色，腹部銀白色，尾鰭叉形，背鰭及臀鰭成鐮刀狀，體長可達24公分，棲息在沿海淺水域，成群活動，生活習性不明。